# Berat Yenilmez
Berat Yenilmez (Adapazarı, 5 ottobre 1970) è un attore turco, noto per aver interpretato il ruolo di Nihat Aydın nella serie DayDreamer - Le ali del sogno (Erkenci Kuş).

## Biografia
Berat Yenilmez è nato il 5 ottobre 1970 Adapazarı, in provincia di Sakarya (Turchia), da madre Gülnur Yenilmez e da padre Brahim Yenilmez e ha un fratello che si chiama Mustafa.

## Carriera
Berat Yenilmez ha studiato ingegneria informatica a Kiev, in Ucraina. Successiva ha intrapreso i suoi studi di recitazione presso il Centro d'arte Mujdat Gezen e si è laureato presso il dipartimento teatrale della Charles Sturt University, in Australia. Nel 1993 ha iniziato la sua carriera di attore nella serie Süper Baba. Nel 1997 ha recitato nella serie Böyle mi olacakti. Dal 1998 al 2001 ha interpretato il ruolo di Selçuk nella serie Ruhsar.
Nel 2002 ha ricoperto il ruolo di Berke nella serie Biz size asik olduk, mentre nel 2003 ha recitato in Biz size asik olduk. Nel 2009 ha ricoperto il ruolo di Dogan nella miniserie Kurban. Dal 2012 al 2021 ha interpretato il ruolo di Sami nella serie Seksenler. Nel 2017 ha recitato nel film televisivo Dede Korkut Hikayeleri: Bamsi Beyrek  e nella miniserie Sevda'nin Bahçesi.
Ha anche recitato nei film Gönül Yarasi, nel 2015 in Non raccontare favole (Bana Masal Anlatma) e in Kara Bela, nel 2017 in Sen Kiminle Dans Ediyorsun e nel 2019 in Kirk Yalan. Nel 2017 ha preso parte al cortometraggio Sus diretto da Serif Toklucu. Nel 2018 e nel 2019 è stato scelto per interpretare il ruolo di Nihat Aydın nella serie DayDreamer - Le ali del sogno (Erkenci Kuş) e dove ha recitato insieme ad attori come Can Yaman e Demet Özdemir. Nel 2020 ha recitato nella serie Ev Yapimi. Nel 2022 ha ricoperto il ruolo di Kaya nella serie Senden Daha Güzelm.

## Vita privata
Berat Yenilmez dal 2012 è sposato con Seda Yenilmez, dalla quale ha avuto un figlio che si chiama İbrahim e una figlia che si chiama Gülnur.

## Filmografia

### Cinema
- Gönül Yarasi, regia di Yavuz Turgul (2005)
- Non raccontare favole (Bana Masal Anlatma), regia di Burak Aksak (2015)
- Kara Bela, regia di Burak Aksak (2015)
- Sen Kiminle Dans Ediyorsun, regia di Burak Aksak (2017)
- Kirk Yalan, regia di Hamdi Alkan (2019)

### Televisione
- Süper Baba – serie TV (1993)
- Böyle mi olacakti – serie TV (1997)
- Ruhsar – serie TV, 108 episodi (1998-2001)
- Biz size asik olduk – serie TV (2002)
- Gurbet kadini – serie TV (2003)
- Kurban – miniserie TV, 3 episodi (2009)
- Seksenler – serie TV, 181 episodi (2012-2021)
- Dede Korkut Hikayeleri: Bamsi Beyrek, regia di Burak Aksak – film TV (2017)
- Sevda'nin Bahçesi – miniserie TV, 3 episodi (2017)
- DayDreamer - Le ali del sogno (Erkenci Kuş) – serie TV, 51 episodi (2018-2019)
- Ev Yapimi – serie TV (2020)
- Senden Daha Güzelm – serie TV, 5 episodi (2022)

### Cortometraggi
- Sus, regia di Serif Toklucu (2017)

## Teatro
- Rosa Lüksemburg
- Kuyruklu Yıldız Altında
- Suç ve Ceza
- Hasır Şapka
- Hürrem Sultan

## Doppiatori italiani
Nelle versioni in italiano dei suoi film e delle sue serie TV, Berat Yenilmez è stato doppiato da:
- Stefano Thermes[15] in DayDreamer - Le ali del sogno[16]

## Riconoscimenti
- Golden Palm Awards
  - 2018: Candidatura come Miglior artista comico per la serie DayDreamer - Le ali del sogno (Erkenci Kuş)